# Гравитационная модель Рейли
Гравитационная модель Рейли (закон Рейли розничного тяготения, модель Рейли-Конверса) — более крупные города притягивают большее количество покупателей, готовых преодолевать более дальнее расстояние до крупных торговых центров, а сила притяжения пропорциональна количеству населения или обороту местной торговли. Модель разработана в 1931 году профессором Техасского университета Уильямом Джоном Рейли (1899—1970) по аналогии с законом всемирного тяготения Ньютона на основе эмпирических исследований, дополнена работой Пауля Д. Конверса в 1949 году.

## История создания
У. Рейли в 1931 году опубликовал книгу «Закон розничной гравитации», которая являлась расширенной версии предшествующей монографии «Методы исследования торговых отношений», созданной в Бюро по исследованиям Техасского университета в области бизнеса в 1929 году, которая в свою очередь базировалась на неопубликованных работах Рейли начала 1927 года.
Указанный подход был развит в работе профессора Пауля Д. Конверса (1889—1968) в 1949 году.

## Модель Рейли—Конверса
Рейли впервые при анализе конкуренции в розничной торговле использовал Закон розничного тяготения по аналогии с законом всемирного тяготения и определил силу притяжения города (торгового центра)
:
{\displaystyle A_{ij}=KP_{i}/D_{ij}^{2}},
где {\displaystyle A_{ij}} — притяжение города {\displaystyle i} в точке {\displaystyle j} (количество покупателей, готовых преодолевать расстояние до города или до крупного торгового центра), {\displaystyle P} — численность населения города {\displaystyle i}, {\displaystyle D} — расстояние до точки {\displaystyle j}, {\displaystyle K} — постоянный коэффициент.
В дальнейшем численность населения стала заменяться другими показателями — торговым оборотом или размером территории (торговой площади), а квадрат расстояния — степенью {\displaystyle v}, а само расстояние заменяется показателями доступности — временем, затрачиваемым на поездку, стоимостью поездки или иными издержками передвижения:
{\displaystyle A_{ij}=KP_{i}/D_{ij}^{v}}.
Здесь параметр {\displaystyle v} определяется транспортной доступностью: чем больше {\displaystyle v}, тем больше привлекательность города (торговой площади) зависит от расстояния до него.
Квадрат расстояния, {\displaystyle v=2}, сложился исторически, из формулы законом всемирного тяготения. В дальнейших исследованиях установлено, что при объёме продаж по группе повседневного спроса значение {\displaystyle v} заметно выше, чем при объёме продаж по группе предметов роскоши: в работе Жиро (1960) {\displaystyle v=6} для продуктов питания при общем значении {\displaystyle v=2.7} в одном из регионов Франции. Результат работы Робина от 1964 года о торговой привлекательности средних городов юго-запада Франции выявил {\displaystyle v} в диапазоне от 1,4 до 2.

### Допущения
Данный закон выполняется при следующих предпосылках:
- пространство однородно: без рек, дорог или гор
- можно измерить потребительское предпочтение: куда поехать, чтобы купить товар, а в противном случае потребители равнодушны в выборе между городами
- наличие конкурирующих торговых центров.

### Диаграмма Рейли

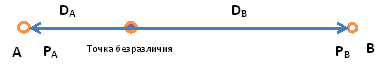
Диаграмма Рейли

Между торговыми центрами А и В находится точка С. Количество покупателей, пришедших из С в торговый центр А или В за покупками, прямо пропорционально размеру торговой площади и обратно пропорционально квадрату расстояния до торгового центра. Площадь торгового центра А составляет РА, торговая площадь В равна РB. Точка С находится на расстоянии DA от А и на DB от В. Из точки С в торговый центр А за покупками ездят RА человек, а в B ездят RB человек. Количество покупателей из точки С, которые ездят за покупками в магазины А и В, находится из отношения:
{\displaystyle R_{A}/R_{B}=(P_{A}/P_{B})^{\alpha }(D_{B}/D_{A})^{\beta }},
где {\displaystyle \alpha } и {\displaystyle \beta } — эмпирические фиксированные коэффициенты, которые Рейли оценил  как {\displaystyle \alpha =1} и {\displaystyle \beta =2}, отсюда:
{\displaystyle R_{A}/R_{B}=(P_{A}/P_{B})^{1}(D_{B}/D_{A})^{2}}.

### Точка безразличия
Модель Рейли-Конверса позволяет найти точку безразличия (англ. breaking point) между двумя торговыми центрами, из которой покупатель с равной вероятностью пойдет в любой из двух торговых центров, где координаты точки безразличия определяются из расстояния до торгового центра и его торговой площади:
{\displaystyle d={\frac {D}{1+{\sqrt {P_{B}/P_{A}}}}}}.
В модели Рейли-Конверса города являются тем привлекательнее, чем выше численность его населения.

### Маятниковая миграция
С помощью гравитационной модели Рейли можно определить степень экономического взаимодействия между двумя городами — количество передвижений маятниковой трудовой миграции:
{\displaystyle X_{ij}=KA_{i}B_{j}e^{-vt_{ij}}},
где {\displaystyle X_{ij}} — количество передвижений между городами i и j, K — постоянный коэффициент (коэффициент пропорциональности, эмпирически определяемая), {\displaystyle A_{i}} — масса (количество работающего населения) города i, {\displaystyle B_{j}} — притяжение (количество рабочих мест) со стороны города j, {\displaystyle e^{-vt_{ij}}} — доступность поездок с трудовыми целями между городами i и j (экспоненциальная функция, вид которой выявлен эмпирическим путём), а {\displaystyle t_{ij}} — время на поездку из города i в j, v — параметр расселения как показатель влияния фактора доступности на поездки с трудовыми целями (конкретизация параметра транспортной проницаемости территории, определяемая на основе транспортных социологических обследований).

## Критика модели
Применимость гравитационной модели Рейли ограничена, модель не используется для оценки объёма потребления внутри самого города его собственной продукции, что является наиболее важным вопросом для маркетинговых исследованиях. Модель может использоваться на предварительном этапе исследований с приблизительным расчетом в сфере анализа торгового оборота и пассажирооборота, определяя зоны влияния поставщиков товаров и услуг, или же при теоретическом описании городских систем.